# Kondor Lipót
Kondor Lipót, 1906-ig Kohn, másképp Kondor Leó, Yehuda Ben-Cohen (Budapest, Erzsébetváros, 1902. december 31. – Asdód, 1976.) zongoraművész, zeneszerző.

## Élete
Kondor Lajos (1855–1929) kávéháztulajdonos és Horetzky Janka (1871–1947) fia. Tanulmányait a budapesti Zeneakadémián végezte, ahol Siklós Alberttól és Kodály Zoltántól zeneszerzést, Székely Arnoldtól és Szántó Tivadartól zongorázni tanult. 1921-ben kapta meg oklevelét. 1925-ben kezdte hangversenyeit, majd fellépett a Magyar Rádióban is, ahol feleségével, Bálint Rózsával együtt kétzongorás hangversenyeket adott, illetve zongorakísérőként is működött. Saját jazzes tánczenét játszó zenekart alapított, amellyel mind Magyarországon, mind külföldön sikerrel szerepelt. 1929-től kétzongorás fellépéseket vállalt Polgár Tiborral, akivel kétzongorás jazz-sze a Rádió állandó műsorszáma volt.
1931-ben készült el a Vaszary Jánossal közös zenés vígjátéka, a Zöld bárány, amit a Magyar Színház mutatott be. Egy évvel később készült el a Varázsköntös című mesejátéka. A Színes rapszódia című zenekari művét 1935-ben a Budapesti Hangversenyzenekar mutatta be. 1936 márciusában a Bethlen Téri Színházban színre került a Megszökött a leányom című vígjáték, amelynek szövegét Lengyel József és Kelemen Kálmán írta, míg zenéjét Kondor Lipót szerezte. Később romló egészségi állapota arra kényszerítette, hogy abbahagyja a fellépéseket, így a zeneszerzésre és a tanításra összpontosított.
A vészkorszak idején a svéd nagykövetség általi védett házban élt feleségével és lányával, Judittal. 1944 végén azonban őt és tizenöt éves lányát az utcán elkapták és halálmenetben a nyugati határ felé hajtották. Egy barátjuk, Dobrovics Mária azonban utánuk ment autóval és Győr közelében kiszabadította őket, majd visszavitte őket Budapestre. Bátor tettéért később megkapta a Világ Igaza kitüntetést.
1946 és 1949 között a Nemzeti Zenedében, majd 1950-tól a budapesti Zeneművészeti Főiskola zongora tanszakán tanított. 1956-ban Izraelbe emigrált és felvette a héber Yehuda Ben-Cohen nevet. Izraelben tanítással és zeneszerzéssel foglalkozott. 1965-ben megalapította az asdódi konzervatóriumot, majd a Tel-Aviv-i konzervatórium zongoratanszékének vezetőjeként dolgozott. 1969-ben vonósnégyesét a philadelphiai Braemer Alapítvány mint a legjobb „héber vonósnégyest” díjazta.
Szerzeményei között található egy balett, meseopera, kamarazene, több dal és kórusmű.
Házastársa Bálint Rózsa (1905–1967) okleveles zenetanár volt, akivel 1929. augusztus 22-én Budapesten, az Erzsébetvárosban kötött házasságot.